# Rogério Neuhaus
Henrique Neuhaus (Borken, 29 de novembro de 1863 — Rio de Janeiro, 23 de março de 1934), depois Frei Rogério Neuhaus, O.F.M, simplesmente conhecido como Frei Rogério, foi um frade franciscano, padre e missionário alemão.
Ordenou-se padre pela Ordem dos Franciscanos em 3 de maio de 1881 quando recebeu o hábito e o nome de Frei Rogério.
Em 1891 Frei Rogério se associou a um grupo de sacerdotes e leigos que se dirigiram ao Brasil. Em 1892, chegou ao Brasil na cidade de Salvador, deslocando-se em seguida para Desterro, hoje Florianópolis. Realizou grande parte da sua vida religiosa em Santa Catarina, onde desempenhou papel importante na Guerra do Contestado. Por isso, é considerado um apóstolo do planalto catarinense e um protetor dos oprimidos da região.
Frei Rogério passou os últimos 12 anos da sua vida no Rio de Janeiro, ele padeceu nos últimos anos de um mal ocular, ainda assim trabalhou no confessionário e visitando doentes.